# Steekt
Polder Steekt (of Steektpolder) is een polder en een voormalig waterschap in de  Nederlandse provincie Zuid-Holland, in de gemeente Alphen aan den Rijn.
Het waterschap was verantwoordelijk voor de vervening, drooglegging en de waterhuishouding in het gebied.
De polder grenst in het westen aan de Gouwe, in het noorden aan de Oude Rijn, in het oosten aan de Binnenpolder en in het zuiden aan de polder Rijneveld.